# Francisco Galván
Francisco Galván Fernández (Llissá de Munt, 1 de diciembre de 1997) es un ciclista español que compite con el Equipo Kern Pharma.

## Trayectoria
Destacó como amateur en las filas del conjunto Lizarte consiguiendo victorias como el Trofeo Guerrita o la Vuelta a Cantabria. Debutó como profesional en 2020 con el Equipo Kern Pharma.

## Palmarés
- Todavía no ha conseguido victorias como profesional.

## Resultados

### Grandes Vueltas
| Carrera | Carrera         | 2020 | 2021 | 2022  | 2023 | 2024 |
| ------- | --------------- | ---- | ---- | ----- | ---- | ---- |
|         | Giro de Italia  | —    | —    | —     | —    | —    |
|         | Tour de Francia | —    | —    | —     | —    | —    |
|         | Vuelta a España | —    | —    | 105.º | —    | —    |

### Vueltas menores
| Carrera | Carrera          | 2020 | 2021 | 2022 | 2023  |
| ------- | ---------------- | ---- | ---- | ---- | ----- |
|         | Volta a Cataluña | X    | —    | 59.º | 114.º |
|         | Tour de Romandía | X    | —    | Ab.  | —     |

### Clásicas y Campeonatos
| Carrera         | Carrera             | 2020 | 2021 | 2022  | 2023   |
| --------------- | ------------------- | ---- | ---- | ----- | ------ |
| Flecha Valona   | Flecha Valona       | —    | —    | —     | 88.º   |
|                 | Lieja-Bastoña-Lieja | —    | —    | 116.º | 110.º  |
| París-Tours     | París-Tours         | —    | Ab.  | —     | 135.º. |
| Europeo en Ruta | Europeo en Ruta     | —    | —    | —     | 77.º   |
| España en Ruta  | España en Ruta      | Ab.  | 16.º | Ab.   | —      |

—: no participa

Ab.: abandono

## Equipos
- Equipo Kern Pharma (2020-)